# Baskin Robbins
Baskin-Robbins là chuỗi cửa hàng kem lạnh bán lẻ lớn nhất thể giới với hơn 8000 chi nhánh, trong đó gần 2500 cửa hàng ở Mỹ và hơn 5000 cửa hàng ở những nước khác, có trụ sở tại Canton, Massachusetts, Mỹ. Công ty được thành lập năm 1945 bởi Burt Baskin và Irv Robbins tại Glendale, California. Baskin-Robbins bán kem ở gần 50 nước.
Thương hiệu được biết đến với khẩu hiệu "kem 31 vị" lấy ý tưởng rằng khách hàng có thể trải nghiệm mỗi ngày một vị kem khác nhau trong bất kì tháng nào. Khẩu hiệu này đến từ đơn vị quảng cáo Carson-Roberts (sau này sáp nhập vào Ogilvy & Mather) vào năm 1953. Baskin and Robbins tin rằng mọi người nên thử nhiều vị kem cho đến khi tìm thấy hương vị yêu thích của bản thân muốn mua. Công ty đã giới thiệu đến khách hàng hơn 1,000 hương vị kể từ năm 1945.

## Toàn cầu

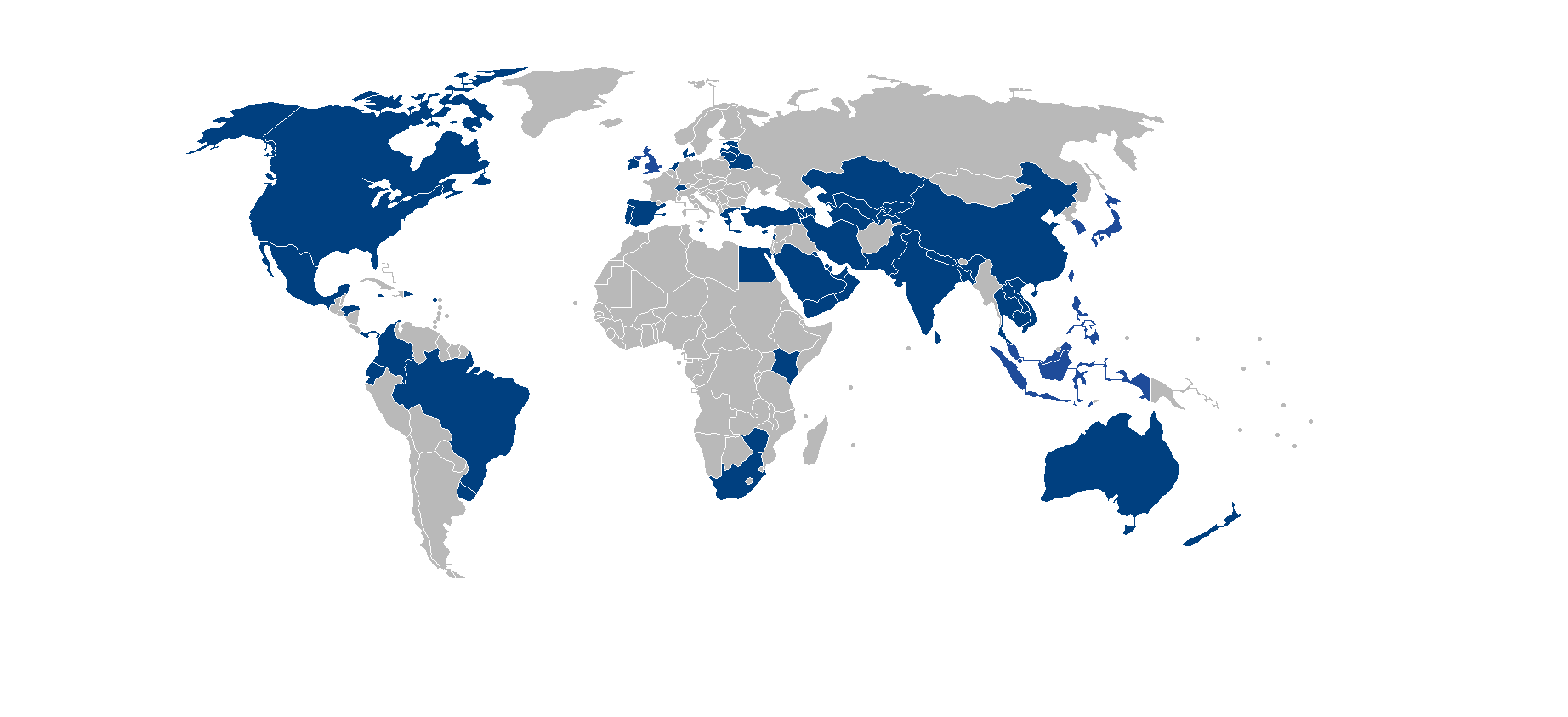
Bản đồ các quốc gia có cửa hàng của thương hiệu Baskin-Robbins

Baskin-Robbins có hơn 8,000 vị trí cửa hàng tại gần 50 quốc gia bên ngoài lãnh thổ Mỹ bao gồm: Armenia, Aruba, Úc, Azerbaijan, Bahrain, Bangladesh, Belarus, Canada, Trung Quốc, Colombia, Curaçao, Đan Mạch, Cộng hòa Dominican, Ecuador, Ai Cập, Georgia, Honduras, Ấn Độ, Indonesia, Ai-len, Nhật, Kazakhstan, Kuwait, Latvia, Lithuania, Malaysia, Malta, Maldives, Mauritius, Mexico, Nepal, Oman, Panama, Philippines, Hà Lan, Bồ Đào Nha, Puerto Rico, Qatar, Nga, Ả rập Saudi, Singapore, Nam Phi, Hàn Quốc, Tây Ban Nha, Sri Lanka, St. Maarten, Đài Loan, Thái Lan (đã đóng), Ukraine, các Tiểu vương quốc Ả rập Thống nhất, vương quốc Anh, Việt Nam (đã đóng) và Yemen.
Các khu vực khác nhau với những hương vị phổ biến phù hợp thị hiếu của các nước như hương vị đậu đỏ, matcha, Litchi Gold, Củ cải đen, dưa lưới và Coconut Grove.